# Gwara kolońska
Gwara kolońska (dt. : Kölsch (IPA: [kœɫːʃ] posłuchajⓘ) – jedna z gwar rypuaryjskich. Gwarą tą mówi się w Kolonii i okolicy, jest ona blisko spokrewniona z gwarami reńsko-mozańskimi i mozelsko-frankońskimi.
(SIL code 14. wydanie: KOR, 15. wydanie: KSH; ISO 639-2:gem, ISO/DIS 639-3:ksh)

## Przykład
Hausfreund Hein wor Metzjer.

Hä hatt rude Backe, wor flächendeckend joot jebaut un fröndlich.

Die Piercings en singe Brustwarze soochen us wie Jästehandtuchhalter.

Eijentlich wollt hä Anästhesist weede, ävver et kohm wie et kohm.